# Саркисян, Шахин
Шахин Саркисян (перс. شاهین سرکیسیان‎; 1910, Тебриз, Иран — 1966, Тегеран, Иран) — иранский театральный режиссёр, педагог, драматург, критик, пионер современного иранского театра.

## Биография
Его отец был армянином из Ирана, а мать армянкой из Болгарии.
Когда Саркисяну было 7 лет, его отправили во Францию для обучения в школе, где он освоил французский, русский и немецкий языки. Хотя он не получил академического образования в области исполнительского искусства, он страстно изучал и читал о различных театральных школах и их основателях, как в литературе, так и в актёрском мастерстве.
Все эти занятия, а также страстная любовь к театральному искусству  открыли перед ним широкую перспективу мировой культуры, искусства и литературы
После возвращения в Иран, помимо работы в Мелли Банке, в качестве переводчика, Саркисян познакомился с Садехом Хедаятом и это побудило его работать искусствоведом в «Журнале Тегерана» и в то же время он начал своё сотрудничество с театральными коллективами «Фердоуси», «Саади» и «Анахид».
Саркисяна основал Национальную художественную группу. Формирование этой группы можно рассматривать как основу современного театра в Иране.